# Marshall Leonard
Marshall Leonard (nacido el 29 de diciembre de 1980 en El Paso, Texas) es un futbolista estadounidense que actualmente juega para el New England Revolution de la Major League Soccer.

## Trayectoria
| Período   | Club                   |
| --------- | ---------------------- |
| 1998-2001 | University of Virginia |

| Período | Club                   | Partidos (goles) |
| ------- | ---------------------- | ---------------- |
| 2002-   | New England Revolution | 71 (1)           |

- Datos: Q6773684